# Sobór Świętych Piotra i Pawła w Homlu
Sobór Świętych Apostołów Piotra i Pawła (biał. Сабор Св. Пятра і Паўла, ros. Собор Свв. Апп. Петра и Павла) – sobór prawosławny znajdujący się w Homlu, zbudowany w I połowie XIX wieku. Katedra eparchii homelskiej i żłobińskiej w Egzarchacie Białoruskim Rosyjskiego Kościoła Prawosławnego.

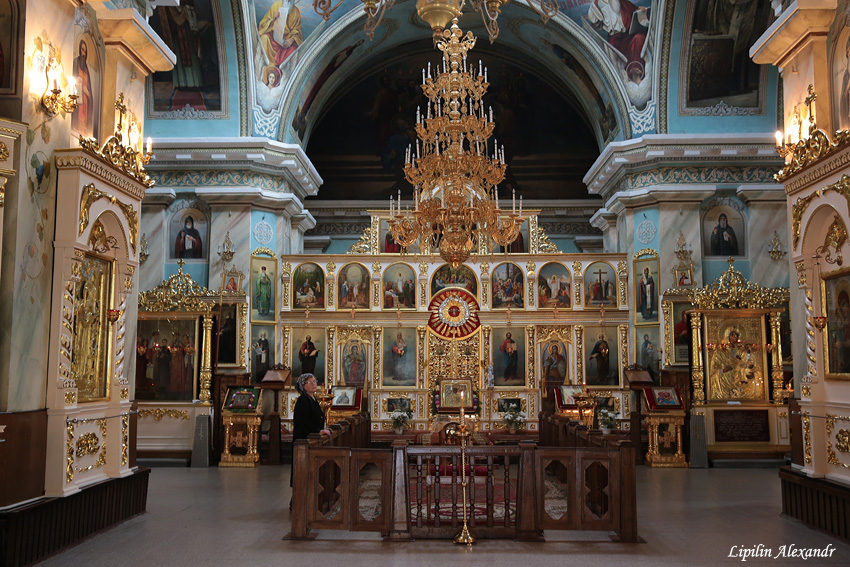
Ikonostas

## Historia
Kamień węgielny pod budowę homelskiej cerkwi położył ks. protoprezbiter Jan Grygorowicz w dniu 18 października 1809. Fundatorem świątyni był hrabia N. P. Rumiancew, do którego należały dobra homelskie. Budowa cerkwi trwała piętnaście lat – jej uroczystego poświęcenia dokonano 9 maja 1824. Architekt G. Clarc nadał budynkowi kształt klacysystyczny z kolumnowym portykiem i ogromną kopułą umieszczoną na wysokim bębnie – wysokość cerkwi wynosiła 25 metrów. 
Świątynia służyła wiernym do 1935, gdy zdecydowano o jej przekazaniu na siedzibę muzeum historycznego. Na ponowne otwarcie cerkwi zgodzili się Niemcy w 1941 – od tego czasu działała nieprzerwanie przez dziewiętnaście lat, dopóki nie ulokowano w niej planetarium. Pod koniec lat 80. obiekt przeszedł gruntowną renowację, aż na jesieni 1989 oddano go ponownie wiernym. 
Wewnątrz soboru znajduje się grób hrabiego Rumiancewa, który zdobi bogini pokoju – kopia rzeźby Antonio Canovy.
W soborze znajdują się relikwie świętej schimniszki Manefy Homelskiej.